# 2008年度SINA Music樂壇民意指數頒獎禮得獎名單
SINA Music樂壇民意指數頒獎禮2008，於2009年1月12日假香港國際展貿中心Star Hall舉行，主題為「你想點SING 就點星」，主持為崔建邦、趙碩之，當晚共頒發23個項目，其中15項「我最喜愛」獎項為由網民選舉得出，別具意義，總共48個獎項，以下為當晚的得獎名單：

## 得獎名單
- SINA Music最高收聽率二十大歌曲
  - 《天國的微笑》 ——薛凱琪
  - 《神啊！求求讓我睡》 ——劉浩龍
  - 《Make A Wish》 ——蔡卓妍
  - 《還》 ——鄭融
  - 《寫得太多》 ——麥浚龍
  - 《我來自火星》 ——王菀之
  - 《愛不疚》 ——林峯
  - 《櫻花樹下》 ——張敬軒
  - 《撈月亮的人》 ——楊千嬅
  - 《Over the Rainbow》 ——at17
  - 《四面楚歌》 ——關楚耀
  - 《如果碰到你的臉》 ——泳兒
  - 《只想和你在一起》 ——孫耀威
  - 《眼睛不能沒眼淚》 ——古巨基
  - 《舉高隻手》 ——農夫
  - 《青山黛瑪》 ——何韻詩
  - 《與蝶同眠》 ——容祖兒
  - 《歌·頌》 ——陳奕迅
  - 《廣深公路》 ——黃耀明
  - 《囍帖街》 ——謝安琪
- SINA Music 新歌試聽 － 合唱歌曲大獎
  - 《一事無成》 ——鄭融、周柏豪
- SINA Music 全碟試聽 — 最高收聽率大碟
  - 《Urban Emotions》 ——張敬軒
- SINA MUSIC 創作概念大碟
  - 《Ten Days in the Madhouse》 ——何韻詩
- SINA MUSIC LIVE 現場演繹大獎
  - 《Over the Rainbow》音樂會 ——at17
- SINA Music 新浪直播室 — 最高收視大獎
  - 《It's My Day》新碟專訪 ——薛凱琪
- SINA Music 最高收視MV大獎
  - 《小蠻腰》 ——泳兒
- SINA MUSIC 卓越音樂人大獎
  - 黃耀明
- 我最喜愛至尊國語金曲
  - 《路…一直都在》 ——陳奕迅
- 我最喜愛唱作人
  - 何韻詩
- 我最喜愛演唱會
  - 《StarLight 容祖兒演唱會 08》 ——容祖兒
- 我最喜愛男新人
  - 金獎：陳偉霆、黃宗澤
  - 銅獎：歐陽靖
- 我最喜愛女新人
  - 金獎：鍾嘉欣
  - 銀獎：胡杏兒
  - 銅獎：黃鎧晴
- 我最喜愛新組合
  - 金獎：Mr.
  - 銀獎：RubberBand
  - 銅獎：Square
- 我最喜愛至尊大碟
  - 《Binary》 ——謝安琪
- 我最喜愛全國男歌手
  - 陳奕迅
- 我最喜愛全國女歌手
  - 容祖兒
- 我最喜愛全國組合
  - 飛輪海
- 我最喜愛男歌手（香港）
  - 陳奕迅
- 我最喜愛女歌手（香港）
  - 容祖兒
- 我最喜愛男組合（香港）
  - 農夫
- 我最喜愛女組合（香港）
  - HotCha
- 我最喜愛至尊金曲
  - 《囍帖街》 ——謝安琪

## 媒體播放
於香港、中國、台灣網上直播及重溫。另外，本年度之賽果並不計算入四台聯頒音樂大獎內。

## 外部連結
- SINA Music樂壇民意指數頒獎禮2008

## 參看
- SINA Music樂壇民意指數頒獎禮